# Leccionario común revisado
El Leccionario Común Revisado ( LCR ) es un leccionario de lecturas o perícopas de la Biblia para uso en el culto cristiano, que prevé el año litúrgico con su patrón de observancia de festivales y estaciones. Fue precedido por el Leccionario Común, reunido en 1983, precedido a su vez por el Leccionario COCU, publicado en 1974 por la Consulta sobre la Unión de la Iglesia (COCU). Este leccionario se derivó de varios leccionarios protestantes en uso actual, que a su vez se basaron en el Ordo Lectionum Missae de 1969, un leccionario de tres años producido por la Iglesia Católica Romana tras las reformas del Concilio Vaticano Segundo . 

## Origen
El Leccionario Común Revisado fue producto de una colaboración entre la Consulta sobre Textos Comunes (CCT) de Norteamérica y la Consulta Litúrgica Internacional en Lengua Inglesa (ELLC). Después de un período de prueba de nueve años, se hizo público en 1994. La membresía de la CCT incluye la Conferencia de Obispos Católicos de los Estados Unidos y la Conferencia de Obispos Católicos de Canadá, así como muchas iglesias protestantes estadounidenses y canadienses tradicionalmente litúrgicas, incluidas las luteranas, las anglicanas norteamericanas ( episcopales ), las presbiterianas y (más libremente) las metodistas . Por tanto, la CCT representa a la mayoría de los cristianos estadounidenses y canadienses y ha sido ampliamente adoptada en Gran Bretaña y en otros países como Australia. Sin embargo, varias iglesias han realizado algunos cambios en la forma de la LCR que utilizan. Se ha adaptado aún más para uso en la escuela dominical y en la iglesia infantil. 
La lista de textos se publicó originalmente en español en el 2002 en Estados Unidos.La Iglesia Episcopal de Estados Unidos. autorizó en convención general, publicar las lecturas  del calendario litúrgico en la versión de Dios Habla Hoy. Publicó en 2015 una edición ecuménica Leccionario Común Revisado que incorpora las referencias a las lecturas de aquellas denominaciones que puedan diferir del leccionario estándar, asegurando así su versatilidad y aplicabilidad en una variedad de contextos eclesiásticos, por ejemplo la exclusión de los libros apócrifos en las iglesias metodistas y presbiterianas.
Como en sus predecesores, se prescriben lecturas para cada domingo: un pasaje típicamente del Antiguo Testamento (incluidos en las iglesias católica romana, luterana y anglicana aquellos libros a los que a veces se hace referencia como libros apócrifos o deuterocanónicos ), o los Hechos del Apóstoles ; un pasaje de uno de los Salmos ; otro de las Epístolas o del Libro del Apocalipsis ; y finalmente un pasaje de uno de los cuatro evangelios .
Al igual que sus predecesores, se ejecuta en ciclos de tres años; las lecturas del evangelio del primer año (Año A) están tomadas del Evangelio de Mateo, las del segundo año (o Año B) del Evangelio de Marcos, y las del tercer año (o Año C) provienen del Evangelio de Lucas . Partes del Evangelio de Juan se leen durante el tiempo pascual y también se utilizan para otras temporadas litúrgicas, incluido el Adviento, la Navidad y la Cuaresma, cuando corresponda.
- El año A comienza el primer domingo de Adviento en 2019, 2022, 2025, etc.
- El año B comienza el primer domingo de Adviento de 2020, 2023, 2026, etc.
- El año C comienza el primer domingo de Adviento de 2021, 2024, 2027, etc.

No obstante, se distingue de su antecesor, el leccionario latino, debido a que, como resultado de la retroalimentación obtenida de las iglesias que participaron durante el período de prueba, se ha otorgado un mayor énfasis a los pasajes del Antiguo Testamento y a la literatura sapiencial.

## Uso de las Escrituras
El fundamento central del leccionario radica en la idea de que, en los días domingos, los fieles que conforman las congregaciones deben tener la oportunidad de escuchar las enseñanzas de cada escritor de manera continua, en lugar de seleccionar las lecturas en función de un tema particular. De esta forma, durante el transcurso de un año litúrgico específico, se garantiza que las enseñanzas de uno de los tres primeros evangelios sean escuchadas de manera íntegra, desde el principio hasta el final. Asimismo, se permite la audición de otros pasajes del Nuevo Testamento, en algunos casos en su totalidad y, en otros, en su mayor parte.
Este principio está sujeto a una serie de excepciones. En primer lugar, se aplican diferentes principios durante las estaciones especiales del año: Adviento, Navidad, Epifanía, Cuaresma y Pascua. Aquí se eligen las lecciones apropiadas y relevantes para la temporada. El resto del año, llamado Tiempo Ordinario, comienza en febrero (después de la Candelaria ) y se extiende hasta el segundo domingo antes de la Cuaresma . Luego se reanuda después de Pentecostés hasta el domingo anterior al Adviento, que se celebra como la Fiesta de Cristo Rey .
En segundo lugar, debido a que el ciclo dura tres años, sólo a tres de los escritores de los Evangelios se les asigna un año. El evangelio de san Juan, cuya forma y carácter es muy diferente de los tres evangelios sinópticos, es tratado de manera diferente y se inserta en los tres años. Así, aparecen pasajes de San Juan en los tiempos especiales de Adviento y Cuaresma, el Domingo de Pasión (De Ramos) en los tres años, durante la Semana Santa, incluido el Viernes Santo, el día de Pascua como primer evangelio alternativo, durante la mayor parte del tiempo pascual., en Pentecostés y durante el año en el que se utiliza el evangelio de San Marcos. Una razón práctica para esto es que Marcos es considerablemente más bajo que San Mateo o San Lucas.
El tratamiento dado al Antiguo Testamento proporciona una calificación adicional al primer principio. Debido a que es mucho más largo que el Nuevo, es inevitable que se incluya una proporción menor del material, a menos que las lecturas sean muy largas. Las lecturas son mucho más selectivas tanto en cuanto a los libros incluidos: poco aparece de los libros de Levítico y Números y casi nada de 1 y 2 de Crónicas . Además, se decidió que las iglesias podían elegir entre dos vías en el uso del Antiguo Testamento. La "Pista 1" se adhiere al principio de dar al escritor bíblico su propia voz, siguiendo así semana tras semana una parte de un libro o, en el caso de algunos libros, la totalidad. La "Pista 2", por otro lado, denominada "Pista Relacionada", pretende relacionarse de alguna manera con el Evangelio del día. Se prevé el uso de un salmo responsorial cada domingo. 
Por último, es importante destacar que se ha realizado una edición selectiva en este leccionario, lo que significa que se omiten ciertos versículos de la mayoría de los libros. En algunas ocasiones, estas omisiones consisten en la eliminación de introducciones a libros, mientras que en otros casos se excluye material más sustancial. Sin embargo, la intención general detrás de esta edición es permitir que los pensamientos esenciales de los escritores bíblicos sean leídos y escuchados en el contexto de la iglesia. En este sentido, se puede afirmar que se ha logrado esta meta de manera más efectiva que en versiones anteriores.
Es importante señalar que ha habido debates y discusiones sobre las decisiones editoriales individuales en relación con la omisión de versículos. La Iglesia de Inglaterra, por ejemplo, ha optado por reintroducir algunos versículos, marcándolos con corchetes, cuando su Comisión Litúrgica consideró que su inclusión era más apropiada en el contexto litúrgico.
La amplitud del canon bíblico es tal que ningún leccionario dominical puede abarcar toda la Escritura sin la necesidad de presentar lecturas excesivamente extensas los domingos o recurrir a un ciclo de años más largo. En ocasiones, se enfrenta la decisión de incluir una narración extensa o de omitirla por completo. Sin embargo, el leccionario diario, concebido originalmente por la Iglesia Católica Romana y posteriormente adoptado por la Iglesia de Inglaterra, entre otras, proporciona una mayor cantidad de material para la selección de lecturas. El CCT también ha elaborado un volumen de lecturas diarias. 
La Iglesia de Inglaterra ha expandido el uso del Leccionario Común Revisado (LCR) al proporcionar lecturas adicionales para el segundo y tercer servicio litúrgico. De esta manera, el leccionario LCR se emplea principalmente en el "Servicio Principal," que comúnmente toma la forma de una Eucaristía, al mismo tiempo que permite la inclusión de material adicional en otros servicios litúrgicos que pueden consistir en la Oración de la Mañana o la Víspera, aunque se contempla que cualquiera de estos también pueda ser una Eucaristía.
Se han efectuado cambios mínimos en el "Servicio Principal" con el propósito de mantener su utilidad como un leccionario de enfoque ecuménico. Uno de los cambios más significativos se encuentra en el Año B, durante la temporada de Epifanía, donde las lecturas del Libro del Apocalipsis reemplazan las lecturas de la Primera Epístola a los Corintios durante tres domingos específicos.

## Prácticas denominacionales
El Leccionario Común Revisado se utiliza en su forma original o adaptada en iglesias de todo el mundo. El Ordo Lectionum Missae, en el que se basa, se utiliza en la Iglesia Católica Romana en traducciones locales como leccionario estándar. Varias otras iglesias también han adoptado (y en ocasiones adaptado) la LCR; algunos pueden considerar su uso opcional. Éstas incluyen:
Latinoamerica
Concilio Luterano Internacional
- Iglesia Evangélica Luterana de Argentina
- Iglesia Cristiana Evangélica Luterana de Bolivia
- Iglesia Luterana Confesional de Chile
- Iglesia Luterana de Guatemala
- Sínodo Luterano de México
- Iglesia Evangélica Luterana de Panamá
- La Iglesia Evangélica Luterana del Paraguay
- Iglesia Evangélica Luterana-Perú
- Iglesia Luterana de Uruguay
- Iglesia Luterana de Venezuela

Federación Mundial Luterana
- Iglesia Evangélica del Río de la Plata (IERP)
- Iglesia Evangélica Luterana Unida (IELU)
- Iglesia Evangélica Luterana Boliviana (IELB)
- Iglesia Evangélia Luterana en Chile (IELCH)
- Iglesia Luterana en Chile (ILCH)
- Iglesia Evangélica Luterana de Colombia (IELCO)
- Iglesia Luterana Costarricense (ILCO)
- Iglesia Evangélica Unida de Cuba - Sínodo Luterano (IEU-SL)
- Iglesia Cristiana Luterana de Honduras (ICLH)
- Iglesia Luterana Agustina de Guatemala (ILAG)
- Iglesia Luterana Guatemalteca (ILUGUA)
- Iglesia Luterana Mexicana (ILM)
- Iglesia Luterana de Nicaragua "Fe y Esperanza" (ILFE)
- Iglesia Luterana del Perú (IL-P)
- Iglesia Luterana Salvadoreña (ILS)
- Iglesia Evangélica Luterana en Venezuela (IELV)

Afiliadas a la Iglesia Metodista Unida
- Iglesia Metodista de Chile
- Iglesia Evangélica Metodista Argentina[7]

Afiliadas a la Iglesia Presbiteriana de EE. UU.
- Iglesia Evangelica Nacional Presbiteriana de Guatemala (IENPG)
- Iglesia Presbiteriana de Honduras
- Consejo de Iglesias Evangélicas Pro Alianza Denominacional de Nicaragua (CEPAD)
- Iglesia Evangelica Presbiteriana Reformada en el Peru (IEPRP)
- Iglesia Evangelica Peruana (IEP)
- Algunos miembros de la Alianza de Iglesias Presbiterianas y Reformadas de América Latina (AIPRAL)

Estados Unidos
- Iglesias Bautistas Americanas, EE. UU.
- Iglesia del Nazareno
- Iglesia Cristiana Reformada en América del Norte
- Comunión de Iglesias Episcopales Evangélicas
- Comunión de Iglesias Evangélicas Reformadas
- comunidad de cristo
- Discípulos de Cristo
- Iglesia Episcopal en los Estados Unidos de América
- Iglesia Evangélica Luterana en América
- Iglesia Metodista Libre
- Comunión de Gracia Internacional
- King's Chapel, Boston, una iglesia unitaria universalista autónoma de tradición anglicana
- Iglesia Luterana-Sínodo de Missouri
- Iglesia Morava en América
- Iglesia Presbiteriana de EE. UU.
- Iglesia Reformada en América
- Iglesia Unida de Cristo
- Iglesia Metodista Unida
- Comunidad Cristiana Unitaria Universalista

Canadá
- Iglesia Anglicana de Canadá
- Bautistas canadienses del oeste de Canadá
- Iglesia Evangélica Luterana en Canadá
- Comunión de Gracia Internacional Canadá
- Iglesia Luterana – Canadá
- Iglesia Menonita de Canadá
- Iglesia Presbiteriana en Canadá
- Iglesia Unida de Canadá

Reino Unido
- Iglesia de Inglaterra
- Iglesia de Escocia
- Iglesia en Gales
- Iglesia Metodista de Gran Bretaña
- Iglesia Episcopal Escocesa
- Iglesia Reformada Unida

Irlanda
- Iglesia de Irlanda

Filipinas
- Iglesia católica apostólica
- Convención de Iglesias Bautistas de Filipinas
- Iglesia Episcopal de Filipinas
- Iglesia Independiente de Filipinas
- Iglesia Unida de Cristo en Filipinas
- Iglesia Metodista Unida en Filipinas

Australia
- Iglesia Anglicana de Australia
- Iglesia Unida en Australia

Italia
- Iglesia Evangélica Valdense
- Iglesia Metodista Italiana
- Unión Cristiana Evangélica Bautista de Italia (UCEBI)
- Iglesias Evangélicas Bautistas Reformadas en Italia

Hong Kong
- Iglesia Evangélica Luterana de Hong Kong (基督教香港信義會)
- Iglesia Luterana-Sínodo de Hong Kong (香港路德會)
- Hong Kong Sheng Kung Hui (香港聖公會)

Ghana
- Iglesia Presbiteriana de Ghana
- Iglesia Metodista Ghana

## enlaces externos
- Copia en línea en la Universidad de Vanderbilt
- Copia en línea, organizada por calendario, mantenida por la Iglesia Episcopal
- Copia en línea en CBI Facoltà Battista di Teologia (italiano) (enlace inactivo, no archivado completamente en Internet Archive, ver )
- LCR de la Iglesia de Inglaterra con lecturas para el segundo y tercer servicio
- Nueva versión estándar revisada de pasajes y recursos LCR en el sitio SAMUEL de la Iglesia Unida de Cristo
- TextWeek.com es un sitio que enumera asignaciones reales de escrituras del leccionario para varias denominaciones.

- Datos: Q119510